# Parc Jourdan
Le parc Jourdan est un jardin public d'Aix-en-Provence.

## Situation et accès
Le parc est situé à proximité immédiate du centre historique, derrière la faculté de droit et de science politique d'Aix-Marseille. C'est l’un des plus grands parcs de la ville et certainement le plus emblématique, et l'un des lieux de promenade préférés des Aixois.
On y accède directement par la rue Anatole-France ou par l'avenue Jules-Ferry, ou depuis l'avenue Robert Schuman par la passerelle au dessus de la voie ferrée qui mène au Camin d'Oc. D'une superficie de près de 40 000 m², le parc est aménagé sur deux niveaux [exactement 33700 m2, soit près de deux fois le Cours Mirabeau qui fait 18700 m2]

## Origine du nom
Il porte le nom de Joseph Jourdan qui fut maire d'Aix-en-Provence de 1919 à 1925 puis de 1929 à 1934.

## Historique
La création d'un parc municipal est décidée en 1926 par la municipalité dirigée par Eugène Debazac, mais c'est seulement en 1929 que le nouveau maire Joseph Jourdan se porte acquéreur des terrains sur lequel il sera aménagé. Les travaux d’aménagement commencent en 1932. Ils sont confiés à deux architectes Jacques Couëlle et Peslier. En 1935, le parc prend le nom de « Parc Joseph-Jourdan. » 

## Description

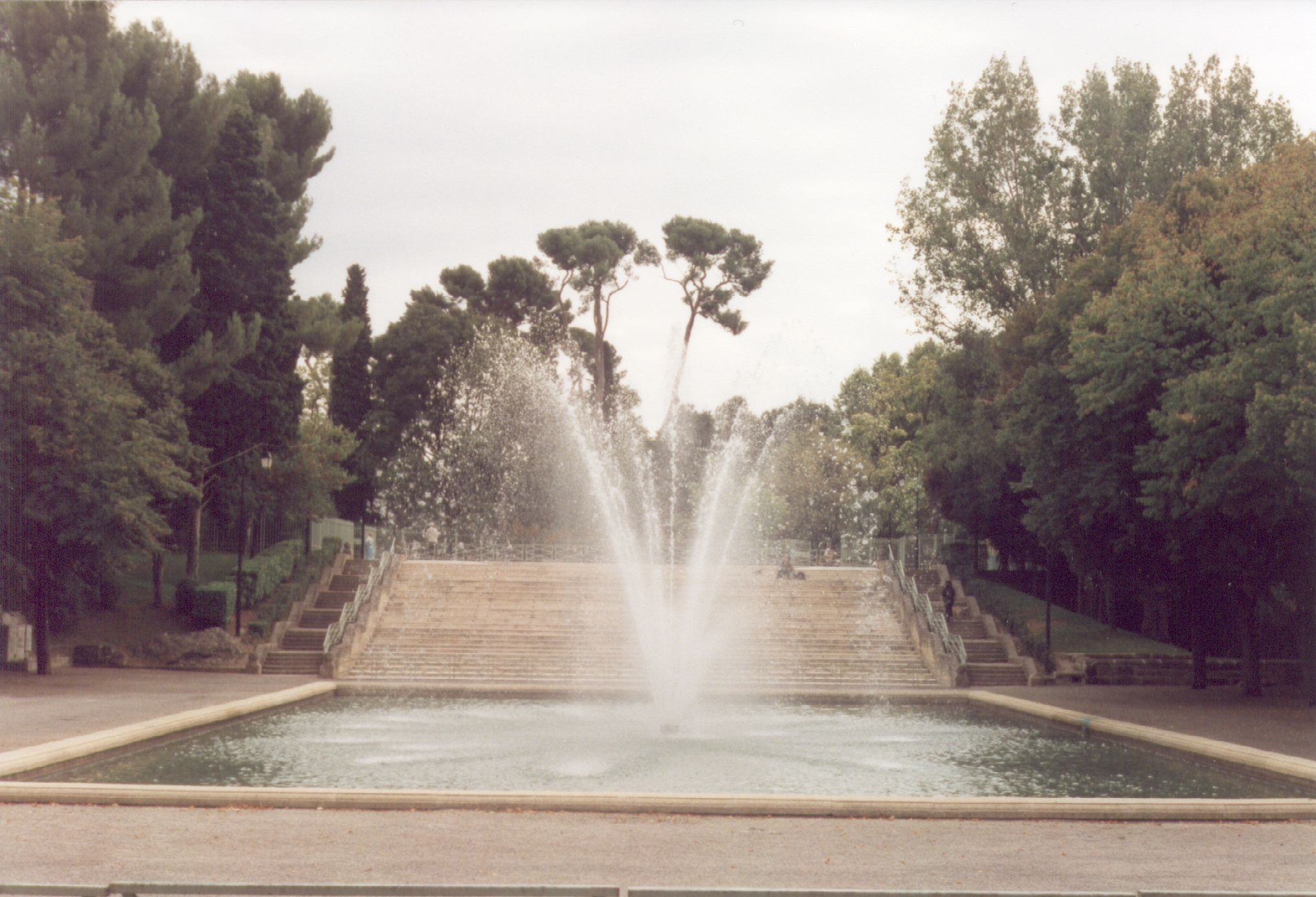
Miroir d'eau alimenté par sa fontaine.

Aménagé sur deux niveaux, le parc mêle différents styles. Dans la partie basse, traitée dans le style classique des jardins à la française, l’entrée se fait par un imposant portail qui s’ouvre sur une allée bordée de tilleuls aboutissant à un miroir d’eau. On accède à la partie haute, aménagée en jardin romantique,
par un double escalier monumental, ou par une rampe sur le côté.
De vastes pelouses bordées d'allées sablonneuses offrent un espace de repos aux promeneurs et aux étudiants. Une aire de jeux pour enfants est aménagée devant une maison de maître, dans laquelle est hébergée l’association l’Oustau de Prouvènço, qui œuvre pour la promotion de la langue provençale. 
On peut voir également dans le parc une statue du XVIIe siècle dite « L'hiver », ainsi que les bustes de Frédéric Mistral par Louis Botinelly et d'Émile Zola par Philippe Solari.
L'été, des gradins peuvent être implantés à la jonction des parties basse et haute pour permettre l'organisation de spectacles en plein air.